# Rouvray-Saint-Florentin
Rouvray-Saint-Florentin är en kommun i departementet Eure-et-Loir i regionen Centre-Val de Loire strax norr om centrala Frankrike. Kommunen ligger i kantonen Voves som tillhör arrondissementet Chartres. År 2018 hade Rouvray-Saint-Florentin 206 invånare.

## Befolkningsutveckling
Antalet invånare i kommunen Rouvray-Saint-Florentin
Referens:INSEE